# اووردینکل
اووردینکل (به هلندی: Overdinkel) یک منطقهٔ مسکونی در هلند است که در لوسر (هلند) واقع شده‌است.